# Matti Kuosku
Matti Kuosku, född 4 mars 1941 i Pelkosenniemi, död 22 april 2012 i Gävle, var en svensk längdskidåkare, Vasaloppssegrare 1974 och 1976. Han tävlade för Högbo GIF
Matti Kuosku kom igång med idrottande först i 25-årsåldern. 1970 blev han 3:a i SM i terränglöpning på 4 000 meter. Året 1971 slog han igenom på elitnivå genom att på skid-SM bli delad 8:a tillsammans med Sven-Åke Lundbäck på 15 km. På internationell nivå slog Matti Kuosku igenom 1973 i en tävling där hela världseliten var med i Gamlakarleby. Han deltog i två skiddistanser och vann båda. Veckan innan hade han blivit 7:a på Vasaloppet.
1974 blev Kuosku svensk medborgare och deltog i svenska uttagningarna till VM i Falun, där blev han trea. Han var med i VM-laget i Falun men blev inte uttagen att åka på någon sträcka. Ett par veckor efter VM vann han Vasaloppet. På SM det året blev han 4:a på både 30 och 50 kilometer.
Under 1975 tillhörde Matti Kuosku landslaget. Han fick framskjutna placeringar på SM, blev 3:a på både 30 och 50 km. Matti Kuosku blev uttagen att åka 15 km i Faluspelen som hade samlat hela världseliten. Han kom in på en 6:s plats. 
Inför OS-säsongen 1976 var Matti Kuosku i god form. Matti Kuosku deltog i OS- uttagningen i Delsbo och blev 2:a. Strax efter det vrickade han foten under träning. Han blev uttagen till OS, och slutade på 19:e plats på femmilen. Några veckor senare vann han dock Vasaloppet.
Säsongen 1977 satsade han på långlopp. Han blev bland annat 2:a i Dolomitenlauf i Österrike, 2:a i Marcialonga i Italien och 1:a i Kalvträskloppet. 
Säsongen 1978 blev han 3:a i Vasaloppet. 1979 vann Kuosku Dolomitenloppet i Österrike, blev delad 1:a i König-Ludwig-lauf i Tyskland, 7:a i American Birkebeiner i USA (bröt båda stavarna), 6:a i Vasaloppet (föll på målrakan). Kuosku segrade totalt i världscupen för långlopp det året. 
1980 blev han 2:a i Vasaloppet, slagen av Walter Mayer med 2 sekunder samt 3:a i Engadinloppet i Schweiz. Han vann Världscupen i långlopp med serien 7-2-2-3-5-2-4. 
1981 vann han Dolomitenloppet, hade delad seger i König-Ludwig, var 3:a i Lachute i Canada, 1:a i Finlandialoppet och 6:a i Vasaloppet. 
1982 segrade han i Finlandialoppet och blev 35:a i Vasaloppet. 
Kuosku avled den 22 april 2012 efter en tids sjukdom och är begravd vid Högbo kyrka.

## Kuriosa
Kuosku blev den siste att vinna Vasaloppet på träskidor (1974) och är den ende som vunnit loppet på både trä och kompositskidor (1976). 

### Fotnoter
1. ↑  ”Vasaloppet”. Vasaloppet. Arkiverad från originalet den 3 december 2013. https://web.archive.org/web/20131203033229/http://www.vasaloppet.se/wps/wcm/connect/989fe080449c33e79e4cff27c64f5ec4/segrare_Vasaloppet_sv3bcd.pdf?MOD=AJPERES. Läst 30 november 2013.
2. ↑  ”Matti Kuosku”. Sveriges olympiska kommitté. Arkiverad från originalet den 3 december 2013. https://web.archive.org/web/20131203031851/http://www.sok.se/5.aad0b10833d63e5c80005358.html. Läst 30 november 2013.
3. ↑  ”Så minns vi Matti Kuosku”. sweski.com. https://sweski.custompublish.com/saa-minns-vi-matti-kuosku.5050494-184999.html.